# Soloneschnoje
Soloneschnoje (russisch Солоне́шное) ist ein Dorf (selo) in der Region Altai (Russland) mit 4441 Einwohnern (Stand 14. Oktober 2010).

## Geographie
Der Ort liegt etwa 190 km Luftlinie südsüdöstlich des Regionsverwaltungszentrums Barnaul und 115 km südwestlich von Bijsk dem Teil der Region, der von den nördlichen Ausläufern des namensgebenden Altai eingenommen wird. Das Gebirge trägt in der näheren Umgebung von Soloneschnoje Mittelgebirgscharakter mit Höhen bis etwa 1000 m, aber schon etwa 20 km südlich des Ortes werden mit den Gipfel der Butatschicha 1949 m erreicht. Soloneschnoje befindet sich am rechten Ufer des Ob-Nebenflusses Anui, bei der Einmündung des kleinen rechten Zuflusses Soloneschnaja.
Es ist Verwaltungssitz des Rajons Soloneschenski sowie Sitz der Landgemeinde Soloneschenski selsowet, zu der neben dem Dorf Soloneschnoje noch die Dörfer Iskra, Medwedewka, Talmenka, Teleschicha und Tscheremschanka gehören.

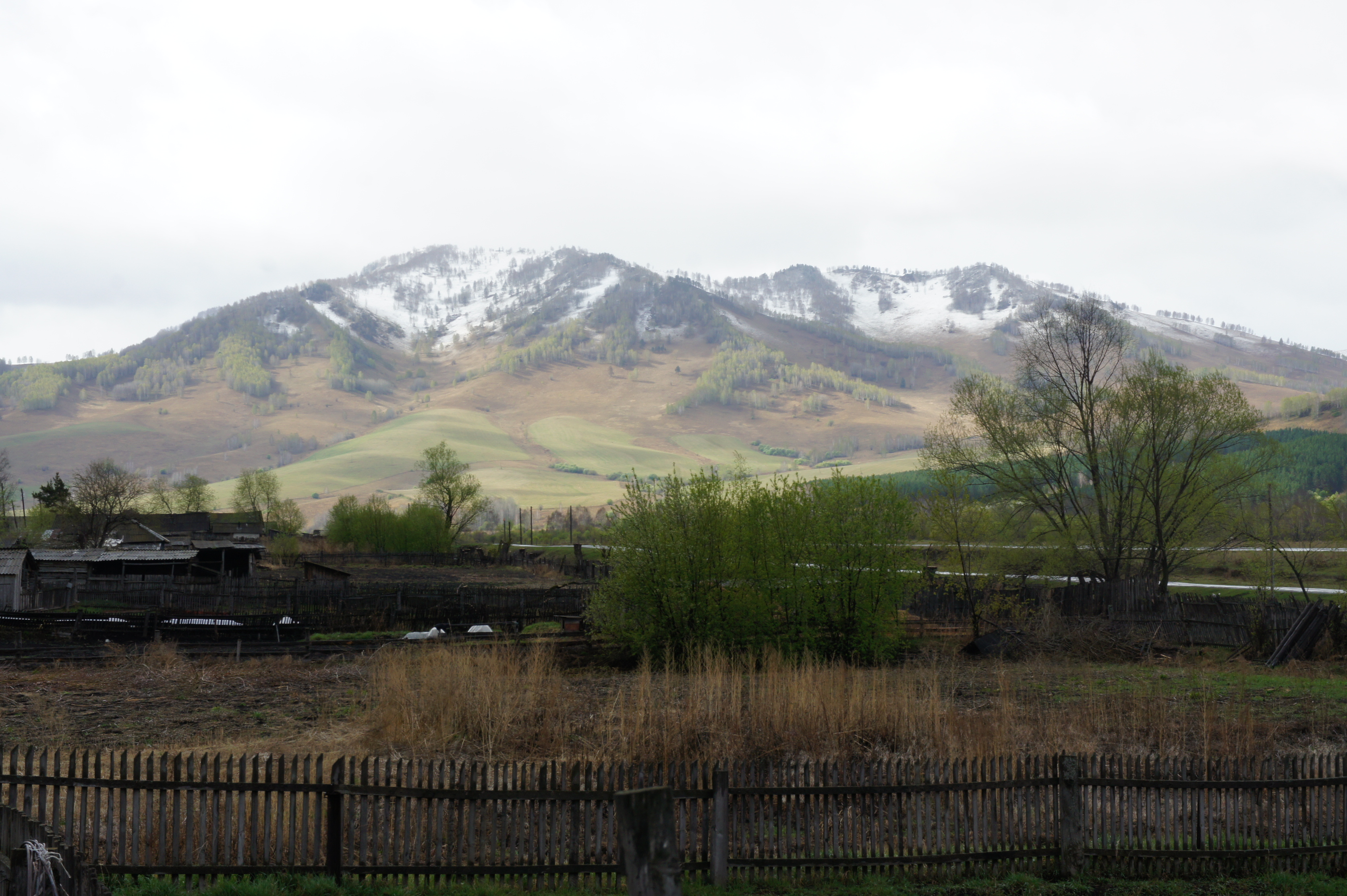
Am Ortsrand von Soloneschnoje im Mai
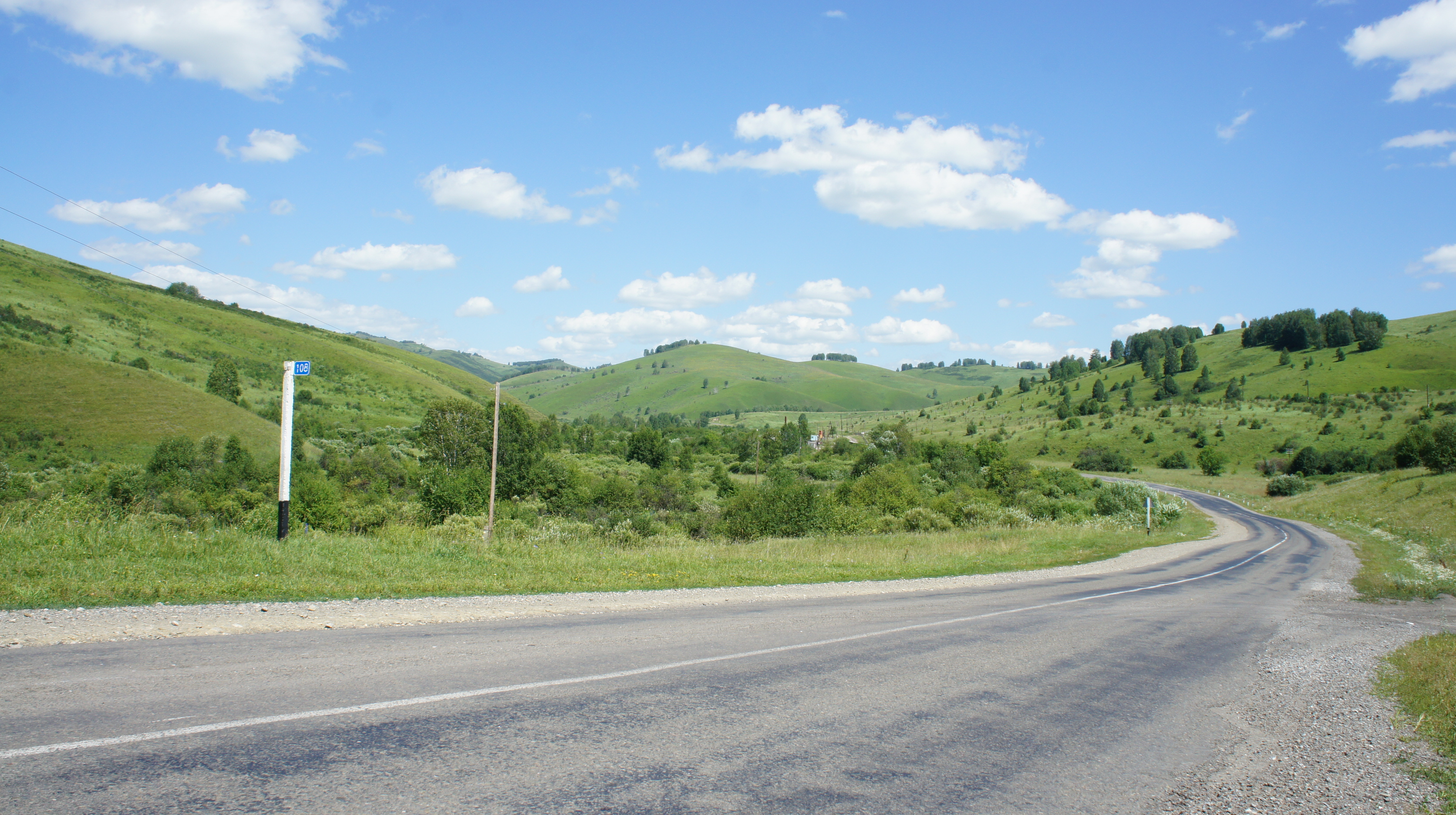
Straße Richtung Smolenskoje im Tal der Soloneschnaja
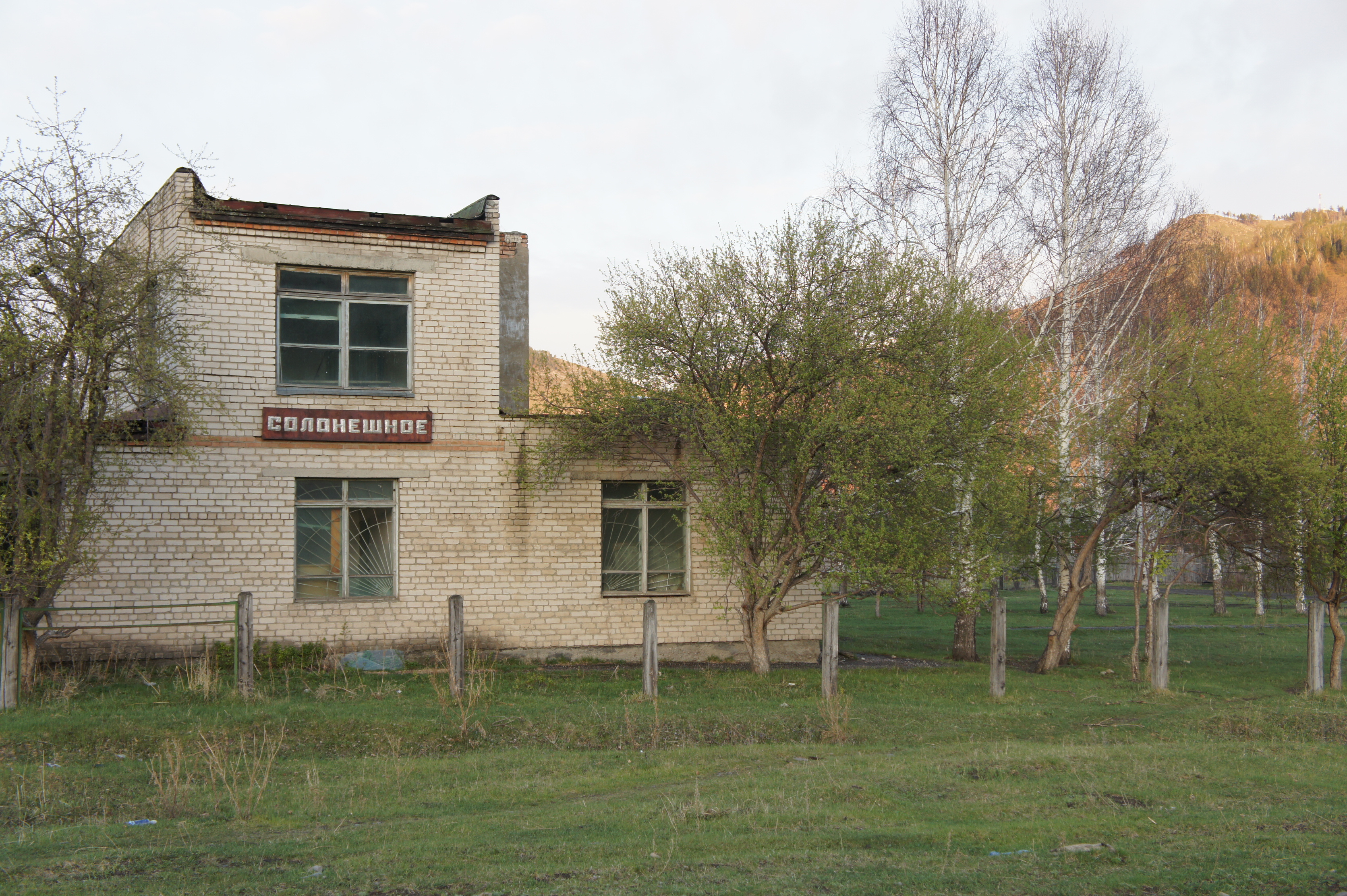
Ehemaliges Flughafengebäude

## Geschichte
Das Dorf wurde 1828 von Umsiedlern aus dem Altaivorland gegründet. 1924 wurde Soloneschnoje Zentrum eines Rajons.

### Bevölkerungsentwicklung
| Jahr | Einwohner |
| ---- | --------- |
| 1939 | 3992      |
| 1959 | 3560      |
| 1970 | 3673      |
| 1979 | 4090      |
| 1989 | 4623      |
| 2002 | 4753      |
| 2010 | 4441      |

Anmerkung: Volkszählungsdaten

## Religion

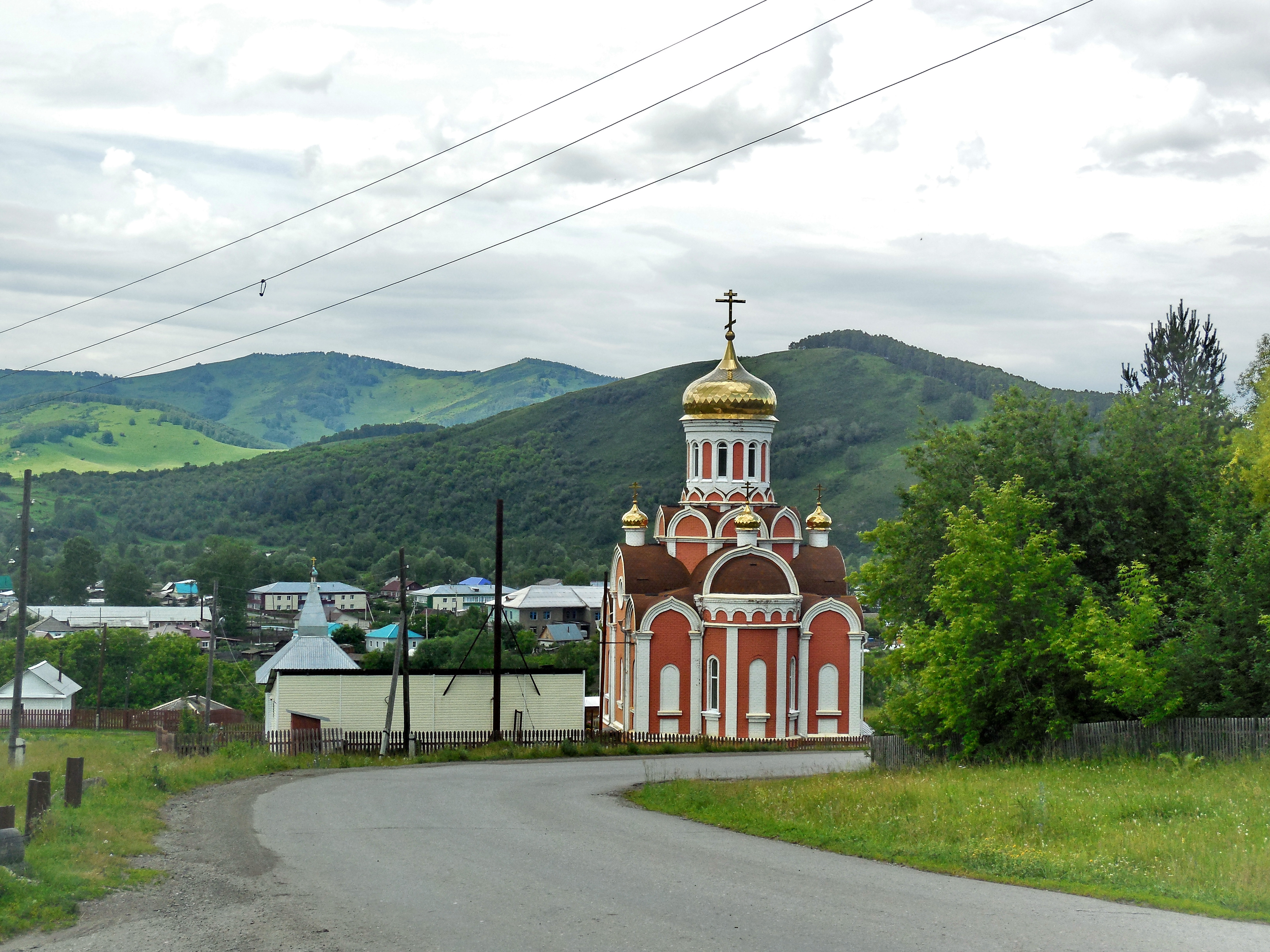
St.-Nikolaus-Kirche

In Soloneschnoje steht eine 2009 eingeweihte St.-Nikolaus-Kirche, die der russisch-orthodoxen Eparchie Bijsk angehört. Die nächste katholische Kirche ist über 100 Kilometer entfernt: St. Johannes der Täufer in Bijsk, Bistum Nowosibirsk.

## Verkehr
Straßenverbindung besteht in nordöstlicher Richtung nach Smolenskoje an der Regionalstraße R368 Bijsk – Belokuricha, in nordwestlicher Richtung in das benachbarte Rajonzentrum Petropawlowkoje. In südlicher Richtung führt eine Straße weiter den Anui aufwärts, erreicht die Republik Altai und über den 1313 m hohen Keleiski-Pass und Jakonur schließlich Ust-Kan an der Regionalstraße R373.
Von den 1950er-Jahren bis 1994 besaß Soloneschnoje einen kleinen Lokalflughafen für Verbindungen nach Barnaul und Bijsk.

## Söhne und Töchter des Orts
- Olga Djakowa (* 1949),  Ethnologin, Mittelalterhistorikerin und Hochschullehrerin